# 滝口ミラ
滝口 ミラ（たきぐち ミラ、1989年6月20日 - ）は、日本の女性タレント、元アイドル。大阪府大阪市城東区出身。
元「HOP CLUB」のリーダーおよび、元「アイドリング!!!」の創設メンバー。夫は元プロ野球選手の森山周。

## 略歴
- 2002年、モーニング娘。LOVEオーディション2002（6期オーディション）に応募。最終選考候補に残るも母の反対から断念[2]。
- 同年、関西テレビ×ホリプロ×関西ウォーカー主催の美少女発掘プロジェクト「姫は君だ！」オーディショングランプリに選出。
- 同年、『ゲンキ王国』（関西テレビ）で結成されたアイドルグループJolly Jollyに参加。Jolly Jollyのメンバーは國重友美（西村和彦の元妻で書家）・堀朱里（騎手の池添謙一の妻）がいた。
- 2003年10月、ホリプロ大阪のアイドルグループHOP CLUBに加入。
- 2004年、R-1ぐらんぷり初出場。
- 同年、ファッション誌『melon』専属モデルとなる。
- 2006年10月、アイドリング!!!に加入。単身で上京。
- 2008年6月、単独ライブ開催。チケットは即完売。
- 2009年3月、ソロ活動専念のため、ライブ『アイドリング!!! 卒業ライブ 〜新たなる旅立ちング!!!〜』でアイドリング!!!を卒業。
- 2009年5月、芸能人女子フットサルチーム「XANADU loves NHC」に入団（背番号「2」）[3]
- 2009年10月、江渡万里彩と「ミラマリア」結成。
- 同年12月、「オートバックス M-1グランプリ2009」に出場し、3回戦進出。これは現役女性アイドルとしては初の事である[4]
- 2010年9月、冠番組『ミラマリアッチ』『ミラマリアのNatural Radio』開始。
- 同年11月、CD「ミラマリア Presents 1st Variety Disc」を発売。
- 2011年4月より帰郷し、拠点を地元・大阪に戻す。
- 2011年9月、朝日新聞にて『滝口ミラの映画ミラネバ』の連載を開始。
- 2013年4月、『週末応援ナビ☆あほやねん!すきやねん!』（NHK大阪）にレギュラー出演。
- 2013年11月16日、『週末応援ナビ☆あほやねん!すきやねん!』の生放送において、東北楽天ゴールデンイーグルスの森山周と結婚を発表。既に仙台市に移住していることも同時に発表した。
- 2014年10月17日、長男が誕生。出産には夫の森山周も立ち会った。
- 2015年11月23日、夫の森山周の引退セレモニーにおいて、息子と共に花束贈呈で登場した。
- 2018年11月30日、第2子となる次男を出産[5]。
- 2019年、所属事務所ホリプロを退所。
- 2020年10月30日、古巣アイドリング!!!最後の同窓会番組『バカリズム特番』に参加[6]。
- 2021年12月、YouTubeチャンネルとTikTok、Instagramのアカウントを新たに開設しクラーク記念国際高等学校にて講師をすることを発表。

## 人物
- アスリートフードマイスターの資格を取得しており、度々その腕前をブログで披露している。
- 現在は夫の森山を支える為、仙台に住んでいる。
- 結婚発表時はアイドリング‼︎の既婚者一号として大きな話題となりスポーツ新聞や『めざましテレビ』などで取り上げられた。また『アイドリング‼︎』でも「滝口ミラっちょ結婚おめでとう！緊急記者会見」特集が組まれた。滝口が読んだ手紙は多くのファンの涙を誘った。

アイドル時代
- アイドル活動の他にバラエティーや舞台、イラスト展を開くなど、ジャンルにとらわれない活動を行っていた。
- USJにて行われたオーディションでは、演技審査中に舞台から落ちてしまうというアクシデントに見舞われたが、普通に舞台に戻り、逆に「globeのKEIKO以来」と審査員から評され、グランプリを獲得する。
- キングコング、ロザン、ランディーズとのコント番組『ゲンキ王国』では、歯に衣着せぬ発言というお約束があった。これをきっかけにHOP CLUB加入が決まる。
- 朝の情報番組おはよう朝日ですでは、「ミラっちょー」という決めポーズで、ミニスカートの女子高生姿で頭の上に花をつけたリポーターとして出演。キャラとして他の出演者に生意気な口を叩くという、お決まりがあった。
- 活動の中心はアイドルであるが、いじられ自虐キャラや関西出身であるため非常にサービス精神が旺盛である。自らのDVDで落語を披露したり、R-1、M-1にも出場している程のお笑い好き。その理由について本人は「アイドルもお笑いも女優も、色んなことをやって合わせ技で一本が取りたい」と単独ライブなどで語っている。
- R-1の戦績は、2005年は1回戦、2006年からは3年連続で2回戦、2009年は3回戦進出[7]。2008年6月より数ヶ月スパンで東京、大阪で歌、ダンス、トーク、ネタの単独ライブを行っている。
- ネタの傾向としてはシニカルでブラックな傾向が高く、自らの生い立ちを自虐的に語るもの、話題の芸能人を四字熟語で「斬って」いくものなどのめくり芸スタイルが多かったが、2009年R-1では引きこもりの息子を更生させようとする母親を演じた1人コント「はじめちゃん」を行い、以降は1人コントを中心に行っている。
- コンビとしては、東京時代には江渡万里彩と「ミラマリア」として活動し、ボケを担当。コンビでのライブを開催した。また出場したM-1グランプリでは現役女性アイドルとしては初となる3回戦2年連続進出。[8]を達成。大阪に拠点を戻した後には、事務所の後輩・おぎのかなと「みらかな姉妹」として、月一回のペースでイベントを開催していた時期もある。内容は即興コントが中心である。
- 落語好きで高校時代は落研に所属していた。当時の亭号・芸名は「喜楽亭魅楽」。持ちネタは上方落語の古典、「東の旅」、「七度狐」、六代目桂文枝作の創作落語「おーいキャディさん」など。

アイドリング!!関連
- アイドリング!!!には、1期生として結成当初の2006年10月30日から、2009年3月18日まで2年4カ月在籍。号数は「5」、イメージフラワーは「パンジー」だった。
- 当時既に一定のキャリアがあり、当初の印象は谷澤恵里香が後に「本物のアイドルがきたと思った」と語る程だったが、徐々にアイドルらしからぬお笑い思考キャラクターが定着。バラエティ志向の番組で中心となりメンバーを引っ張っていた。番組初期は切り込み役、リアクション、中期以降はいじられ役、すべりキャラ、おっちょこちょいキャラとして活躍した。その一方、黙々とダンスや歌の練習をしたり、枕詞を考えたりと番組内では見せない真面目さもあった。
- 他のメンバーに対してもお笑いやトークの面で厳しく、自分を尊敬していると発言していた菊地亜美にも「そろそろ大嫌いになったと言った方がおいしい」とあえてアドバイスしていた。仕事外でも、痴漢や妙なキャッチに逢ったメンバーの代わりに相手を怒鳴りつけるなど姉御肌を見せる機会があった。
- 番組内では、自己紹介の枕詞を必ず付けるというお約束があったが、それが定着すると今度は番組司会のバカリズムやSEにて自己紹介を切られるというお約束が生まれた。
- 江渡万里彩とは犬猿の仲だったが後にネタにする仲となった。
- 2007年8月24日渋谷DUOで行われたアイドリング!!!ライブ内で唯一歌を歌わず江渡万里彩とユニット「イケメン大好きーズ」を組み、バカリズムが描いたコント「情熱2007」を披露した。
- フラフープを回す際の姿勢がぎこちなく独特で、誕生日企画やドッキリ企画、対決企画などで何度か行われた。その後も練習は重ねていたらしく、2022年6月にTikTokにて｢フラフープができるようになったよ！｣というショート動画を公開できるまでになった。
- アイドリング!!!オーディションに受かった後に単身で上京し、1年半は一人暮らしだったが、慣れない生活の中で「弁当に腐ったモヤシを持ってきている」等、他のメンバーから苦情めいたエピソードがしばしば披露された。その後、同じ事務所の森田涼花が2期生として加入すると、マネージャー・森田との3人暮らしとなり、番組中に滝口と森田が、同居生活での些細な内容で口論を始めるネタが定番となった。「最後の喧嘩」となった2009年3月12日の放送では、森田が喧嘩の最後に「今までありがとうございました」と涙す場面も見られた。3年後、森田がアイドリング!!!を卒業する際には、シークレットゲストとして卒業ライブに登場している。
- 野元愛は自身の卒業後に加入したメンバーであるが、「事務所が同じこと」「HOP CLUBでは一緒に活動していたこと」等から関わりが深かった。ニコニコ生放送「滝口ミラのミラっちょカフェへようこそ」では、野元は最多となる3度のゲスト出演をしている。野元が引退した後も、滝口のブログに写真が掲載されたり[9]、様子が語られる等している。

## 作品

### シングル
- キラキラ?魔女っ娘?cluv（2010年2月、P-Vine）オムニバスアルバム参加[10]
  - 魔法使いチャッピー（魔法使いチャッピーOP）滝口ミラ×SEXY-SYNTHESIZER 名義
- ミラマリア1stバラエティディスク（2011年11月19日）

### 映像作品
- MY Owner's Manual.FILE.#11 〜私の取説〜 （2006年6月、ベガファクトリー）
- ミラの告白 （2007年10月、イーネット・フロンティア）
- ミラクルっちょ （2008年3月、彩文館出版）
- ちょうちょ （2008年8月、ラインコミュニケーションズ）
- HATACHI （2009年6月、イーネット・フロンティア）
- 滝口ミラのお一人様ライブseason1（2008年）

## 出演

### テレビ
レギュラー・特別出演
- ゲンキ王国（2003年1月 - 10月、関西テレビ）
- ゲキバン（2004年4月 - 9月、テレビ大阪）
- エンタ!SELECTION（2006年4月 - 2007年3月、エンタ!371） - ※HOP CLUB通信ほか
- わかやまナイズ（2005年9月 - 2006年4月、テレビ和歌山）
- おはよう朝日です（2005年10月 - 朝日放送）※リポーター
- アイドリング!!!（2006年10月 - 2009年3月、フジテレビ721・739・CSHD）
- アイドリング!!!日記（2007年1月 - 2009年3月、フジテレビ・フジテレビ721・739）
- 帰ってきたLOVE&HOP（2008年2月 - 3月、エンタ!371・パンチクラブ（110度CS放送）） - MC
- News!371〜アイドル（2008年4月 - 2009年3月、エンタ!371）※月前半更新番組MC。
- 次世代アイドル調査隊 IDOL×HUNTER（2009年4月 - 9月、エンタ!371） - MC
- 森田涼花と滝口ミラのホップクLOVE （2010年1月 - 9月、エンタ!371・Pigoo HD） - MC
- ミラマリアッチ（2010年9月 - 2011年3月、エンタ!371・Pigoo HD） - MC
- 週末応援ナビ☆あほやねん!すきやねん! （2013年4月20日 - NHK大阪放送局）
- バカリズム特番（2020年5月10日・10月30日、フジテレビONE）

ゲスト・単発
- 2008年度上期検定（2008年10月6日、フジテレビ）
- バスで恋して#13・14（2008年12月25日・2009年1月2日、tvk・テレビ埼玉）
- あほやねん!すきやねん!（2008年12月25日・2009年3月4日・7月30日・2011年2月10日(HOPCULBとして)5月3日(HOPCULBとして)・2012年3月1日・7月5日・10月11日・12月6日、NHK大阪）
- マルコポロリ（2009年4月19日・26日、関西テレビ）
- 絶対！ふるさと主義「水の都 OSAKA再発見」（2009年10月11日、NHK BS2）
- 沙耶香とErinaのNo Idol! No Life!（2010年1月21日、あっ!とおどろく放送局）
- 負けたら打ち切り!番組対抗No.1決定戦 （2011年1月1日、エンタ!371・Pigoo HD）※「HOPチーム」キャプテンで出場
- キキミミ!（2011年7月6日関西テレビ）
- 8時です！生放送！！（2011年7月12日J:COMチャンネル関西）
- 第35回キンダーフェスティバル（2011年7月15日関西テレビ）レポーター
- 増刊！たかじんのそこまで言って委員会（2011年10月22日、読売テレビ）
- 謎のコント出版社芸能マル秘パパラッちゃん（2012年8月26日、関西テレビ）
- ロンドンハーツ（2013年2月5日、テレビ朝日）
- クイズプレゼンバラエティーQさま！ スポーツ美人妻学力No.1決定戦SP（2016年1月18日、テレビ朝日）

### ラジオ
- West East Idol Broadcast Station （HiBiKi Radio Station）
- The Break アメリカ村アイドル（2008年2月22日、Kiss-FM KOBE）ゲスト

### 映画
- 喧嘩番長 劇場版〜全国制覇（2010年3月公開）
- ひとりかくれんぼ 新劇場版（2010年7月公開）

### ドラマ
- ミュードラ（ミュージック＋ドラマ）「Snow celebration」（2008年1月23日から配信開始、フジテレビ On Demand）
- セレブと貧乏太郎 第7話（2008年11月25日、フジテレビ）
- 古代少女ドグちゃん 第2話（2009年10月、毎日放送）写真集の少女（友情出演）

### ライブ
- 滝口ミラ単独ライブ「ミラっちょのお一人様ライブ」 2008年6月22日（Naked Loft）、7月12日（Kanve）
- 滝口ミラ単独ライブ「ミラっちょのお一人様ライブぱーと2」 2008年10月13日（阿佐ヶ谷Loft A）、11月15日（大阪Ruido）
- 「未確認噂話首都神話トークライブ」2009年4月〜(新宿ロフトプラスワン)に月に一回レギュラー出演
- 滝口ミラ単独ライブ「ミラっちょのお一人様ライブぱーと3」 2009年3月21日（大阪Ruido）、2009年4月19日（阿佐ヶ谷Loft A）
- 滝口ミラ単独ライブ「ミラっちょのお一人様ライブぱーと4」 2009年8月2日（阿佐ヶ谷Loft A）、2009年9月6日（大阪Ruido）
- 「滝口ミラ・江渡万里彩“ミラマリア”お2人様ライブ 両A面」 2009年11月1日（シアターD）
- 滝口ミラ単独ライブ「ミラっちょのお一人様ライブミニ」 2010年5月16日（日本橋PLATS）
- 「滝口ミラ・江渡万里彩“ミラマリア”お2人様ライブぱーと2」 2010年5月29日（赤坂elebos）
- 「HOPCLUB自称リーダー・滝口ミラ生誕21年まつり！」 2010年6月20日（日本橋プラッツ）
- 滝口ミラ単独ライブ「ミラっちょのお一人様ライブぱーと5」（赤坂elebos）

### 舞台
- 一心寺シアター倶楽美少女歌劇団旗揚げ公演「リボン〜リボンの騎士〜」（一心寺シアター）カヨ役
- 一心寺シアター倶楽美少女歌劇団第2回公演「下妻物語」（一心寺シアター）ロリータ少女役
- 劇団コム第2回公演「俺は男だ！」（2008年11月12日・13日、笹塚ファクトリー）ヒロイン・ちひろ役
- 神保町花月「空蝉」（2009年3月25日 - 30日、神保町花月）ヒロイン・ユカリ役
- Girl〈s〉ACTRY旗揚げ公演「School Days」（2010年3月30日、笹塚ファクトリー）ゲスト、一人芝居
- gunjiPRODUCE Vol.97「ALICE〜不思議の国の物語〜」（2010年4月17日 - 25日、アトリエアプローズ）マッドハッター（帽子屋）役
- フッキン・シバイ Vol.1「スクランブル・エッグ」（2010年7月8日・18日・19日、クリエイティブセンター大阪）ヒロイン・116役
- gunjiPRODUCE Vol.98「ミュージカル〜LOVE〜真夏の夜の夢」（2010年8月6日・7日、ムーブ町屋）主演・パック役
- gunjiPRODUCE Vol.100「ALICE〜不思議の国の物語〜2011」（2011年1月18日・25日、銀座みゆき館）マッドハッター（帽子屋）役
- GEKITONG2011「夏嵐〜げらん〜」（2011年11月11日-13日、ABCホール）主演
- HOPCLUB舞台「ジョージ」（2012年1月20日-1月22日、大阪：ロクソドンタブラック、2月10日-2月12日、東京：タイニイアリス）
- オヅの魔法使い〜ドロシィ監禁地獄!!〜（2012年3月30日-4月1日、荻窪かいホール）主役ドロシィ役
- 石田アキラ版 西遊記 〜冒険!冒険!また冒険!〜（2013年3月29日-3月31日、堂山小劇場）主役 悟空役

### 作品展
- 個展「HORIPRO ART in OSAKA ありえない三人展」 2010年2月10日 （イロリ村ミュージアム）
- グループ展「ありえない三人展」 2010年6月20日 （あべのHoop 近鉄百貨店）
- 個展「滝口ミラの映画ミラネバ」 2012年8月3日 - 5日 （世田谷APOCシアター）
- 個展＆トークショー「きたなカワイイ展」 2013年3月2日 - 3日 （心斎橋オーパ11階OPAギャラリー）

## 書籍
- 死にさえしなけりゃ大丈夫（2013年、マイナビ）

### 写真集
- with MIRA（2008年3月、彩文館出版、撮影：河野英喜） - ISBN 978-4-7756-0296-6。
- AiniIkitai （2008年8月）

### 雑誌連載
- 関西ウォーカー（2003年1月 - 10月、角川書店） - 連載。
- melon（2004年9月 - 2005年6月、祥伝社） - 専属モデル。
- Witchenkare(ウィッチンケア)第4号 - エッセイ。